# Symone Darius
Symone Darius (* 4. Juli 1998) ist eine liberianisch-US-amerikanische Leichtathletin, die sich auf den Sprint spezialisiert hat.

## Sportliche Laufbahn
Symone Darius wuchs in New Rochelle im US-Bundesstaat New York auf und absolvierte ein Studium an der University of Alabama und später an der North Carolina Agricultural and Technical State University. Erste internationale Erfahrungen sammelte sie bei den World Athletics Relays 2024 in Nassau, bei denen sie mit der liberianischen 4-mal-100-Meter-Staffel in 44,31 s den fünften Platz im B-Lauf belegte und damit eine Direktqualifikation für die Olympischen Spiele in Paris verpasste. Anschließend schied sie bei den Afrikameisterschaften in Douala mit 23,99 s im Halbfinale im 200-Meter-Lauf aus und verhalf der Staffel zum Finaleinzug und trug somit zum Gewinn der Bronzemedaille bei.

## Persönliche Bestleistungen
- 100 Meter: 11,17 s (−0,8 m/s), 16. April 2022 in Gainesville
  - 60 Meter (Halle): 7,27 s, 11. Februar 2022 in South Carolina
- 200 Meter: 22,78 s (+0,6 m/s), 11. Mai 2022 in High Point
  - 200 Meter (Halle): 23,24 s, 12. Februar 2022 in Clemson